# Dolphin Estate, Ikoyi
Dolphin Estate là một cộng đồng có giám sát ở Ikoyi, Lagos.

## Lịch sử
Dolphin Estate là một trong những cộng đồng có giám sát đầu tiên của Ikoyi, được xây dựng bởi Messrs HFP Engineering Nigeria vào năm 1990 cho Tập đoàn Tài sản và Phát triển Bang Lagos, LSDPC. Đây là giai đoạn hoàn thành 1, bao gồm việc xây dựng 646 căn hộ. Giai đoạn 2 của dự án, cũng do Messrs HFP phát triển, bao gồm việc xây dựng 1458 căn hộ. Giai đoạn thứ ba bổ sung các tòa nhà cao tầng đúc sẵn trên tám khối của bất động sản, ban đầu để chứa những người bị di dời do công trình xây dựng.
Đó là bất động sản nơi Funsho Williams, thống đốc nổi tiếng của PDP Lagos, bị sát hại vào ngày 26 tháng 6 năm 2006 tại tư dinh của ông trên đường Corporation Drive.
Vào tháng 10 năm 2015, 45 nghi phạm Boko Haram đã bị bắt sau khi âm mưu tấn công khu dinh thự, nhưng sau đó bị phát hiện là một vụ nổ khí gas.
Vào tháng 7 năm 2017, chính phủ đã yêu cầu tất cả các chủ sở hữu bất động sản được xây dựng bất hợp pháp trên đầu mạng lưới thoát nước phải rời khỏi nhà của họ và chuyển đi nơi khác, đổ lỗi cho sự hiện diện của họ gây ra lũ lụt lặp đi lặp lại trong khu vực và tham gia vào việc phá hủy tài sản bất hợp pháp cùng tháng. Vào tháng 9 năm 2018, một trận lụt lớn đã ập đến Dolphin Estate, và một lần nữa vào tháng 10 năm 2019. Hệ thống thoát nước không thể giải phóng tất cả lượng nước bị cùng một lúc, khiến nó vẫn ở khu vực Ikoyi và dâng lên.

## Mô tả
Khu nhà tập trung các khu dân cư trung lưu và thu nhập cao. Có một đồn cảnh sát trong Khu nhà. Lãnh sự quán danh dự của Mexico cũng nằm trong Dolphin Estate. Nó được coi là một trong những nơi đắt đỏ nhất để sống ở Lagos.
Những công trình kiến trúc được xây dựng từ những năm 1990 đang bắt đầu cũ nát, và khu cao tầng biến thành khu thu nhập thấp với hệ thống thoát nước kém và các vấn đề an ninh. Có một con kênh nhân tạo chạy ngang qua Khu đất nhưng nó bị tắc.
Khu đất có một số khách sạn như Oakwood Park Hotel, Casa Hawa-Safe Court, Le Paris Continental Hotel và Pelican Intercontinental Hotel và một khu phức hợp mua sắm.